# Listă de localități din statul Louisiana
Listă alfabetică a localităților din statul Louisiana, SUA

## Orașe
- Abbeville
- Alexandria
- Baker
- Bastrop
- Baton Rouge
- Bogalusa
- Bossier City
- Breaux Bridge
- Bunkie
- Carencro
- Covington
- Crowley
- Denham Springs
- DeQuincy
- De Ridder
- Donaldsonville
- Eunice
- Franklin
- Gonzales
- Grambling
- Gretna
- Hammond
- Harahan
- Houma
- Jeanerette
- Jennings
- Kaplan
- Kenner
- Lafayette
- Lake Charles
- Leesville
- Mandeville
- Mansfield
- Marksville
- Minden
- Monroe
- Morgan City
- Natchitoches
- New Iberia
- New Orleans
- New Roads
- Oakdale
- Opelousas
- Patterson
- Pineville
- Plaquemine
- Ponchatoula
- Port Allen
- Rayne
- Ruston
- St. Gabriel
- St. Martinville
- Scott
- Shreveport
- Slidell
- Springhill
- Sulphur
- Tallulah
- Thibodaux
- Ville Platte
- Westlake
- West Monroe
- Westwego
- Winnfield
- Winnsboro
- Zachary

## Orașe mici
- Abita Springs
- Addis
- Amite City
- Arcadia
- Arnaudville
- Baldwin
- Ball
- Basile
- Benton
- Bernice
- Berwick
- Blanchard
- Boyce
- Broussard
- Brusly
- Campti
- Chatham
- Cheneyville
- Church Point
- Clayton
- Clinton
- Colfax
- Columbia
- Cottonport
- Cotton Valley
- Coushatta
- Cullen
- Delcambre
- Delhi
- Dubach
- Duson
- Elizabeth
- Elton
- Erath
- Eros
- Evergreen
- Farmerville
- Ferriday
- Fordoche
- Franklinton
- Gibsland
- Glenmora
- Golden Meadow
- Gramercy
- Grand Coteau
- Grand Isle
- Greensburg
- Greenwood
- Gueydan
- Haughton
- Haynesville
- Henderson
- Homer
- Hornbeck
- Independence
- Iota
- Iowa
- Jackson
- Jean Lafitte
- Jena
- Jonesboro
- Jonesville
- Keachi
- Kentwood
- Kinder
- Krotz Springs
- Lake Arthur
- Lake Providence
- Lecompte
- Leonville
- Livingston
- Livonia
- Lockport
- Logansport
- Lutcher
- Madisonville
- Mamou
- Mangham
- Mansura
- Many
- Maringouin
- Marion
- Melville
- Merryville
- Montgomery
- Mooringsport
- Mount Lebanon
- Newellton
- New Llano
- Oak Grove
- Oberlin
- Oil City
- Olla
- Pearl River
- Plain Dealing
- Pollock
- Port Barre
- Rayville
- Richwood
- Ridgecrest
- Ringgold
- Roseland
- Rosepine
- St. Francisville
- St. Joseph
- Sarepta
- Sibley
- Simmesport
- Slaughter
- Sorrento
- Springfield
- Sterlington
- Stonewall
- Sunset
- Tullos
- Urania
- Vidalia
- Vienna
- Vinton
- Vivian
- Walker
- Washington
- Waterproof
- Welsh
- White Castle
- Wisner
- Woodworth
- Youngsville
- Zwolle

## Sate
- Albany
- Anacoco
- Angie
- Ashland
- Athens
- Atlanta
- Baskin
- Belcher
- Bienville
- Bonita
- Bryceland
- Calvin
- Cankton
- Castor
- Chataignier
- Choudrant
- Clarence
- Clarks
- Collinston
- Converse
- Delta
- Dixie Inn
- Dodson
- Downsville
- Doyline
- Dry Prong
- Dubberly
- East Hodge
- Edgefield
- Epps
- Estherwood
- Fenton
- Fisher
- Florien
- Folsom
- Forest
- Forest Hill
- French Settlement
- Georgetown
- Gilbert
- Gilliam
- Goldonna
- Grand Cane
- Grayson
- Grosse Tete
- Hall Summit
- Harrisonburg
- Heflin
- Hessmer
- Hodge
- Hosston
- Ida
- Jamestown
- Junction City
- Kilbourne
- Killian
- Lillie
- Lisbon
- Longstreet
- Loreauville
- Lucky
- McNary
- Martin
- Maurice
- Mermentau
- Mer Rouge
- Montpelier
- Moreauville
- Morganza
- Morse
- Mound
- Napoleonville
- Natchez
- Noble
- North Hodge
- Norwood
- Oak Ridge
- Palmetto
- Parks
- Pine Prairie
- Pioneer
- Plaucheville
- Pleasant Hill
- Port Vincent
- Powhatan
- Provencal
- Quitman
- Reeves
- Richmond
- Robeline
- Rodessa
- Rosedale
- Saline
- Shongaloo
- Sicily Island
- Sikes
- Simpson
- Simsboro
- South Mansfield
- Spearsville
- Stanley
- Sun
- Tangipahoa
- Tickfaw
- Turkey Creek
- Varnado
- Wilson